# Gran Premio Bruno Beghelli
Il Gran Premio Bruno Beghelli è una corsa in linea maschile di ciclismo su strada che si svolge ogni autunno attorno alla cittadina di Monteveglio, in Italia. Si svolge dal 1996, e dal 2005 fa parte del calendario dell'UCI Europe Tour come prova di classe 1.HC (1.1 fino al 2013). Dal 2019 non si è più disputata.

## Storia
Creata nel 1996, quando fu valida come Campionato italiano di ciclismo su strada, dall'anno successivo sostituì la Milano-Vignola, tanto da mantenere la doppia denominazione e la doppia numerazione progressiva. È organizzata dal Gruppo Sportivo Emilia in ricordo di Bruno Beghelli, padre del fondatore del Gruppo Beghelli, Gian Pietro Beghelli.

## Percorso
La competizione si svolge su un circuito che parte e termina a Monteveglio, nel comune di Valsamoggia, sede degli stabilimenti Beghelli. La località di partenza cambia solo eccezionalmente.

## Albo d'oro
Aggiornato all'edizione 2019.
| Anno | Vincitore                             | Secondo                               | Terzo                                 |
| ---- | ------------------------------------- | ------------------------------------- | ------------------------------------- |
| 1996 | Mario Cipollini                       | Mario Traversoni                      | Endrio Leoni                          |
| 1997 | Stefano Zanini                        | Glenn Magnusson                       | Luca Mazzanti                         |
| 1998 | Stefano Zanini                        | Luca Mazzanti                         | Paolo Bettini                         |
| 1999 | Michael Boogerd                       | Aleksandr Vinokurov                   | Dario Frigo                           |
| 2000 | Marco Serpellini                      | Romāns Vainšteins                     | Chann McRae                           |
| 2001 | Andrei Tchmil                         | Jaan Kirsipuu                         | Paolo Valoti                          |
| 2002 | Gianluca Bortolami                    | Daniele Nardello                      | Nicki Sørensen                        |
| 2003 | Luca Paolini                          | Martin Elmiger                        | Luca Mazzanti                         |
| 2004 | Danilo Hondo                          | Fabio Baldato                         | Karsten Kroon                         |
| 2005 | Murilo Fischer                        | Paolo Bettini                         | Paride Grillo                         |
| 2006 | Sergio Marinangeli                    | Ruggero Marzoli                       | Riccardo Riccò                        |
| 2007 | Damiano Cunego                        | Fabian Wegmann                        | Alessandro Bertolini                  |
| 2008 | Alessandro Petacchi                   | Mychajlo Chalilov                     | Giuseppe Palumbo                      |
| 2009 | Francisco Ventoso                     | Giovanni Visconti                     | Enrico Rossi                          |
| 2010 | Dario Cataldo                         | Jakob Fuglsang                        | Daniele Pietropolli                   |
| 2011 | Filippo Pozzato                       | Manuel Belletti                       | Giovanni Visconti                     |
| 2012 | Nicki Sørensen                        | Fabio Felline                         | Matteo Rabottini                      |
| 2013 | Leonardo Duque                        | Manuele Mori                          | Elia Favilli                          |
| 2014 | Valerio Conti                         | Kristijan Koren                       | Il'nur Zakarin                        |
| 2015 | Sonny Colbrelli                       | Manuel Belletti                       | Roberto Ferrari                       |
| 2016 | Nicola Ruffoni                        | Filippo Pozzato                       | Jens Keukeleire                       |
| 2017 | Luis León Sánchez                     | Sonny Colbrelli                       | Elia Viviani                          |
| 2018 | Bauke Mollema                         | Carlos Barbero                        | Manuel Belletti                       |
| 2019 | Sonny Colbrelli                       | Alejandro Valverde                    | Jack Haig                             |
| 2020 | annullata per la Pandemia di COVID-19 | annullata per la Pandemia di COVID-19 | annullata per la Pandemia di COVID-19 |
| 2021 | annullata per la Pandemia di COVID-19 | annullata per la Pandemia di COVID-19 | annullata per la Pandemia di COVID-19 |

## Statistiche

### Vittorie per nazione
| Pos. | Nazione                                    | Vittorie |
| ---- | ------------------------------------------ | -------- |
| 1    | Italia                                     | 15       |
| 2    | Paesi Bassi Spagna                         | 2        |
| 4    | Belgio Brasile Colombia Danimarca Germania | 1        |